# Walter Wilbur House
La Walter Wilbur House est une maison américaine à Casa Grande, dans le comté de Pinal, en Arizona. Construite en 1939 dans le style Pueblo Revival, elle est inscrite au Registre national des lieux historiques depuis le 20 novembre 2002.